# Boophis spinophis
Boophis spinophis es una especie de anfibio anuro de la familia Mantellidae.

## Distribución geográfica
Esta especie es endémica de Madagascar. Habita a unos 915 m de altitud en el bosque de Ambatolahy en el sureste de la isla.

## Publicación original
- Glaw, Köhler, De la Riva, Vieites & Vences, 2010 : Integrative taxonomy of Malagasy treefrogs: combination of molecular genetics, bioacoustics and comparative morphology reveals twelve additional species of Boophis. Zootaxa, n.º 2383, p. 1-82.[4]